# Mickey Magicien
Pour plus de détails, voir Fiche technique et Distribution.
Mickey Magicien (Magician Mickey) est un dessin animé de Mickey Mouse produit par Walt Disney pour United Artists et sorti le 6 février 1937.

## Synopsis
Mickey est un magicien. Dingo est l'assistant technique du théâtre où Mickey se produit. Il lève le rideau et s'occupe des lumières. Mickey fait quelques tours de magie, dont l'apparition d'un guéridon de son chapeau haut de forme et la transformation de sa cape en corbeau. Mais un des spectateurs, placé au balcon d'honneur de gauche, s’esclaffe et fait du bruit avec son soda, il s'agit de Donald. Mickey poursuit son numéro avec des ballons, que Donald s'amuse à percer avec une fronde. Pour se venger, Mickey décide de faire quelques tours surprenants aux dépens du canard. Une bataille s'ensuit entre le canard colérique Donald et la magie de Mickey, jusqu'à la destruction du théâtre.

## Fiche technique
- Titre original : Magician Mickey
- Autres Titres[1] :
  - Allemagne : Micky der Zauberer
  - Argentine : Mickey Mago
  - Finlande : Taikuri Mikki
  - France : Mickey Magicien
  - Suède : Magiska Musse, Musse som trollkonstnär
- Série : Mickey Mouse
- Réalisateur : David Hand
- Voix : Pinto Colvig (Dingo), Walt Disney (Mickey), Clarence Nash (Donald)
- Musique : Albert Hay Malotte
- Producteur : Walt Disney, John Sutherland
- Distributeur : United Artists
- Date de sortie : 6 février 1937[2]
- Format d'image : Couleur (Technicolor)
- Son : Mono
- Durée : 8 min
- Langue : (en)
- Pays :  États-Unis

## Voix françaises

### 1erdoublage (exploité dansMickey, Donald, Pluto et Dingo en vacances, 1974)
- Roger Carel: Mickey Mouse
- Guy Montagné: Donald Duck
- Pierre Garin : Dingo

### 2edoublage (1989)
- Jean-Paul Audrain : Mickey Mouse
- Sylvain Caruso : Donald Duck
- Roger Carel : Dingo

### 3edoublage (2010)
- Laurent Pasquier : Mickey Mouse
- Sylvain Caruso : Donald Duck
- Gérard Rinaldi : Dingo